# Грудень 2006
Грудень 2006 — дванадцятий, останній місяць 2006 року, що розпочався у п'ятницю 1 грудня та закінчився у неділю 31 грудня.

## Події
- 10 грудня — Швеція вперше відправила свого астронавта в космос — запуск відбувся на шатлі «Діскавері» місії STS-116.
- 21 грудня — у Великій Британії оголошено назву останньої книги про Гаррі Поттера — Гаррі Поттер і смертельні реліквії. Анонсовано, що книга з'явиться в першій половині 2007 року.
- 30 грудня — страчено Саддама Хусейна.